# Setge de Nicea (1113)
El setge de Nicea va tenir lloc l'any 1113, i era una confrontació entre l'Imperi Romà d'Orient i els turcs seljúcides. Va ser un intent fallit del Soldanat de Rum de recuperar Nicea, presa pels romans d'Orient, amb l'ajut dels croats l'any 1097.
Després de l'èxit de la Primera Croada i el fracàs de la Croada de 1101, els turcs seljúcides van reprendre la seva ofensiva contra l'Imperi Romà d'Orient. L'emperador Aleix I Comnè ja ancià, era incapaç de fer front a la invasió turca que s'estenia per l'Anatòlia romana d'Orient. Els turcs seljúcides van assetjar Nicea, però el setge va ser un fracàs i van ser derrotats i rebutjats a les seves fronteres.